# Jędrzychowice (stacja kolejowa)
Jędrzychowice – stacja kolejowa w Jędrzychowicach, w województwie dolnośląskim, w powiecie zgorzeleckim. Ma 2 perony. Kasy biletowe zostały zlikwidowane. Znajduje się na linii kolejowej nr 278 pomiędzy stacjami Zgorzelec Miasto i Lasów.

## Ruch pasażerski
| Rok  | Wymiana pasażerska na dobę |
| ---- | -------------------------- |
| 2017 | 20-49                      |
| 2022 | 20-49                      |